# Conqueyrac
Conqueyrac is een gemeente in het Franse departement Gard (regio Occitanie) en telt 106 inwoners (2009). De plaats maakt deel uit van het arrondissement Le Vigan.

## Geografie
De oppervlakte van Conqueyrac bedraagt 26,6 km², de bevolkingsdichtheid is dus 4 inwoners per km².

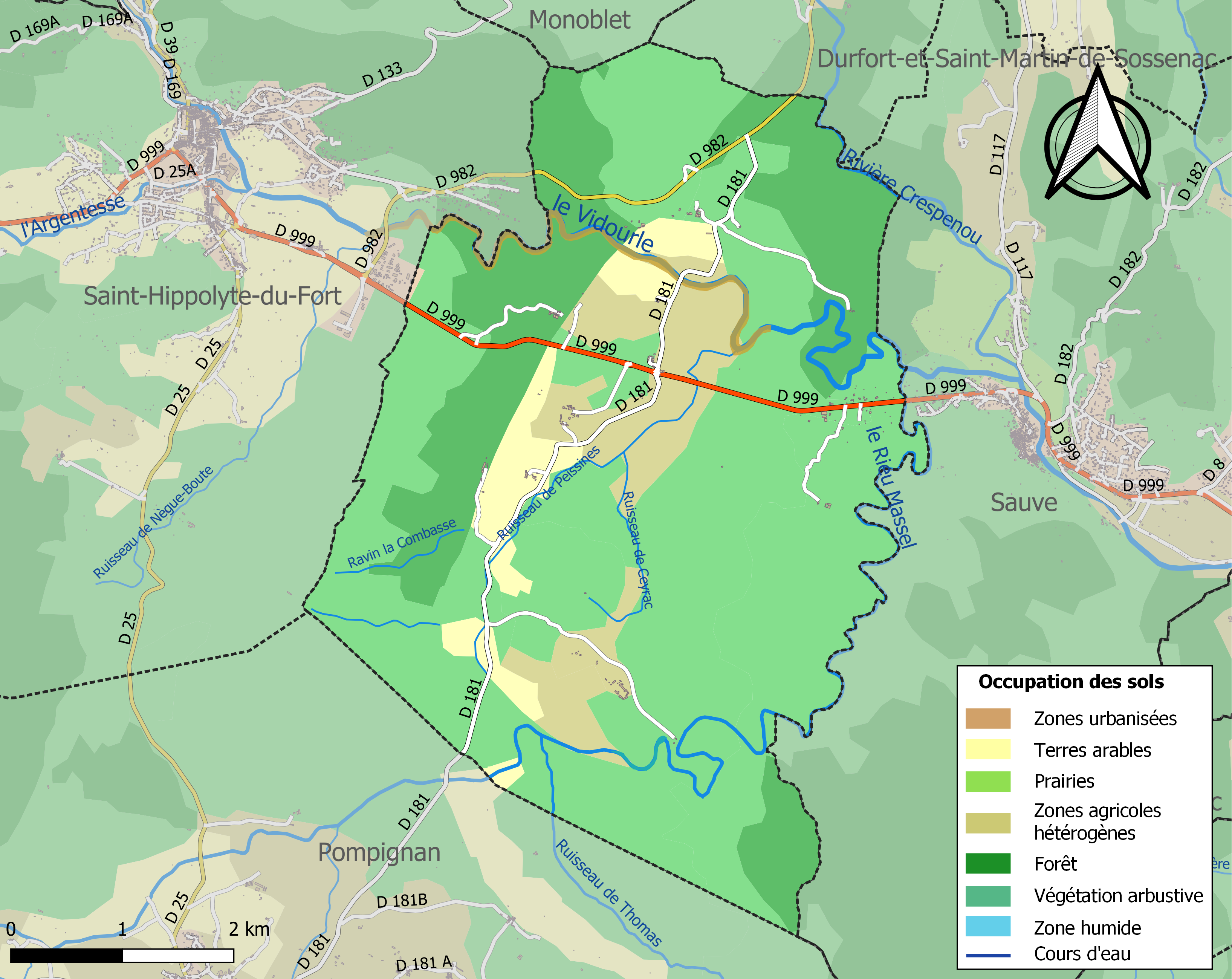
Kaart van de gemeente met de belangrijkste infrastructuur, bodemgebruik en omliggende gemeenten

## Demografie
Onderstaande figuur toont het verloop van het inwonertal (bron: INSEE-tellingen).